# Bois-de-Champ
 Bois-de-Champ  es una población y comuna francesa, en la región de Lorena, departamento de Vosgos, en el distrito de Saint-Dié-des-Vosges y cantón de Brouvelieures.

## Demografía
| 116 | 122 | 94 | 91 | 87 | 93 |
| Para los censos de 1962 a 1999 la población legal corresponde a la población sin duplicidades (Fuente: INSEE [Consultar]) |     |    |    |    |    |